# Пхула
Пхула, или пхоло (Black Phula, Flowery Phula, Pholo, Phu, Phula) — лолойский язык, на котором говорит народ пхула на востоке округа Яньшань, на западе округа Гуаннань, и северо-востоке округа Малипо; на северо-востоке округа Яньшань, на юго-востоке округа Цюбэй провинции Юньнань в Китае. В данное время они рассеяны.